# موتسوزاوا
موتسوزاوا (به لاتین: Mutsuzawa) یک منطقهٔ مسکونی در ژاپن است که در Chōsei District واقع شده‌است. موتسوزاوا ۳۵٫۵۹ کیلومترمربع مساحت و ۷٬۱۸۵ نفر جمعیت دارد.